# Sherlock Holmes (televisieserie uit 1954)
Sherlock Holmes is een Amerikaanse televisieserie uit 1954, gebaseerd op het gelijknamige personage bedacht door Arthur Conan Doyle. De serie telt 1 seizoen van 39 afleveringen. Hoofdrollen werden vertolkt door Ronald Howard als Holmes en Howard Marion Crawford als Dr. Watson.

## Achtergrond
De serie werd grotendeels opgenomen in Frankrijk door Guild Films. De afleveringen werden geproduceerd door Sheldon Reynolds.
Sheldon Reynolds had in 1951 al succes met de Europese serie Foreign Intrigue alvorens hij met het idee voor een Sherlock Holmes-serie kwam. Voor de opname werden verschillende sets gebouwd in Parijs voor o.a. de straat buiten 221B Baker Street en de flat zelf. De meeste opnames vonden plaats in studio’s, met af en toe een opname op locatie. Stock footage van Londen werd gebruikt om de indruk te wekken dat de serie zich in Londen afspeelde.
Naast Howard en Crawford hadden onder andere Archie Duncan en Richard Larke vaste rollen in de serie. Verder hadden veel acteurs gastrollen in de serie, soms als meerdere personages. De bekendste is Paulette Goddard. Anderen zijn Delphine Seyrig, Michael Gough, Dawn Addams, Mary Sinclair en Natalie Schafer.
De meeste afleveringen bevatten eigen verhalen of verhalen gebaseerd op Sherlock Holmes-verhalen geschreven door andere auteurs dan Doyle. Alleen het verhaal "The Red-Headed League" werd verfilmd voor de serie.
Nicole Milinaire, de associate producer van de serie, was de eerste vrouw met een grote producerrol bij een televisieserie.

## Afleveringen
1. The Case of the Cunningham Heritage
2. The Case of Lady Beryl
3. The Case of the Pennsylvania Gun
4. The Case of the Texas Cowgirl
5. The Case of the Belligerent Ghost
6. The Case of the Shy Ballerina
7. The Case of the Winthrop Legend
8. The Case of the Blind Man's Bluff
9. The Case of Harry Crocker
10. The Mother Hubbard Case
11. The Case of the Red-Headed League
12. The Case of the Shoeless Engineer
13. The Case of the Split Ticket
14. The Case of the French Interpreter
15. The Case of the Singing Violin
16. The Case of the Greystone Inscription
17. The Case of the Laughing Mummy
18. The Case of the Thistle Killer
19. The Case of the Vanished Detective
20. The Case of the Careless Suffragette
21. The Case of the Reluctant Carpenter
22. The Case of the Deadly Prophecy
23. The Christmas Pudding
24. The Night Train Riddle
25. The Case of the Violent Suitor
26. The Case of the Baker Street Nursemaids
27. The Case of the Perfect Husband
28. The Case of the Jolly Hangman
29. The Case of the Impostor Mystery
30. The Case of the Eiffel Tower
31. The Case of the Exhumed Client
32. The Case of the Impromtu Performance
33. The Case of the Baker Street Bachelors
34. The Case of the Royal Murder
35. The Case of the Haunted Gainsborough
36. The Case of the Neurotic Detective
37. The Case of the Unlucky Gambler
38. The Case of the Diamond Tooth
39. The Case of the Tyrant's Daughter